# Zhang Zhidong
Zhang Zhidong, también conocido como Tony Zhang, es un empresario chino; cofundador, exdirector de tecnología y segundo mayor accionista individual de Tencent Holdings, una empresa china de internet. 
Cuando estudiaba en la Universidad de Shenzhen conoció a Ma Huateng, fundador de Tencent. También tiene una maestría en la South China University of Technology. De acuerdo con la revista Forbes posee una fortuna de 12.7 miles de millones de dólares.

## Fuente
«Zhang Zhidong». Forbes. 14 de junio de 2019. Consultado el 14 de junio de 2019.
- Datos: Q15934341